# Bibliothèque bleue

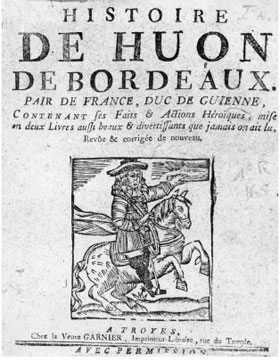
La història de Huon de Bordeaux imprès en Troyes per la vídua Oudot (Anne Hussard) cap al 1720.

Bibliothèque bleue (en català: biblioteca blava) és un terme emprat per a referir-se a la literatura popular francesa entre el segle xvii i el segle XIX. Durant més de dos segles es va imprimir a Troyes (a la biblioteca de Nicolas Oudot). Eren uns pamflets amb una impressió de mala qualitat i la coberta estava feta amb paper blau. Era una literatura destinada als pobres i era venuda per quincallaires ambulants.
Alguns historiadors creuen que va ser la principal font de la cultura de masses, mentre que d'altres, com Carlo Ginzburg, insisteixen en la ignorància dels lectors a l'hora de comprendre el text, remarcant que era més important la cultura oral. Els analfabets els feien servir per apreciar les il·lustracions que no aconseguien relacionar amb el text que no podien llegir, encara que podien escoltar-lo de la boca d'un narrador en sessions col·lectives.
També solien tenir almanacs, prediccions astrològiques, consells de tota classe, poesies, romanços, etc. Charles Perrault es va inspirar en alguns d'aquests pamflets en escriure les seves històries.

## Història
Les primeres produccions d'aquest tipus daten del segle xvii. Va ser Jean Oudot, llibreter de Troyes, el que va començar a publicar aquest tipus de pamflets. Un dels volums més antics anomenat Oudot, és el Roman du vaillant Chevalier Ogier le Danois gui fui un des douze pairs de France, lequel avec le secours du roy Charlemagne chassa les Païens hors de Rome et remit le Pape en son trône, Oudot. in-8°. Al gener de 1665, el fill de Jean Nicolas Oudot, que es va casar amb la filla d'un llibreter de París, es va instal·lar a la Rue de la Harpe.